# 13493 Lockwood
13493 Lockwood è un asteroide della fascia principale. Scoperto nel 1985, presenta un'orbita caratterizzata da un semiasse maggiore pari a 2,6662951 UA e da un'eccentricità di 0,1985738, inclinata di 12,87934° rispetto all'eclittica.